# Vyšné Ladičkovce, Humenné
Vyšné Ladičkovce este o comună slovacă, aflată în districtul Humenné din regiunea Prešov. Localitatea se află la altitudinea de 232 m deasupra n.m., se întinde pe o suprafață de 15,4 km2 și în 2017 număra 191 de locuitori.

## Istoric
Localitatea Vyšné Ladičkovce este atestată documentar din 1427.

## Demografie
| An:                | 1994 | 2004   | 2014    | 2024    |
| ------------------ | ---- | ------ | ------- | ------- |
| Număr de persoane: | 262  | 236    | 206     | 180     |
| Diferență:         |      | −9,92% | −12,71% | −12,62% |

| An:                | 2023 | 2024   |
| ------------------ | ---- | ------ |
| Număr de persoane: | 184  | 180    |
| Diferență:         |      | −2,17% |